# Ультрафіолетова катастрофа
Ультрафіолетова катастрофа в законі Релея — Джинса — парадокс класичної фізики, який полягає в тому, що спектральна густина теплового випромінювання абсолютно чорного тіла за законом Релея — Джинса мала б нескінченно зростати при скороченні довжини хвилі:6-7.
По суті цей парадокс показав якщо не внутрішню суперечливість класичної фізики, то принаймні вкрай різке (абсурдне) розходження з результатами елементарних спостережень та експериментів.
Вирішення парадоксу призвело до побудови квантової фізики.

## Історія
Закон Релея — Джинса для опису випромінювання абсолютно чорного тіла виводиться із закону рівнорозподілу та класичних уявлень про електромагнітне поле як нескінченновимірну динамічну систему.
Він добре узгоджується з експериментальними даними на малих частотах (для довгих інфрачервоних хвиль), однак уже на ділянці видимого світла помітні розбіжності, а в ультрафіолетовому діапазоні розбіжності стають просто разючими (що й дало назву парадоксу).
Оскільки закон не узгоджувався зі спостереженнями, наприкінці XIX століття виникали труднощі при описі фотометричних характеристик фізичних тіл.
Більше того, закон передбачав невпинне зростання інтенсивності випромінювання зі збільшенням частоти, а повна потужність такого випромінювання мала бути нескінченою.

## Вирішення
Проблему розв'язав Макс Планк у 1900 році, коли спочатку емпірично вивів закон випромінювання Планка, а потім пояснив його гіпотезою, що енергія випромінюється лише дискретними порціями — квантами. 